# 찐란
찐란(베트남어: Trịnh Lan / 鄭欄 정란, ? ~ ?)은 대월 후 레 왕조 찐 주의 제1대 군주인 찐끼엠의 조부이다. 사망 연도는 정확하지 않으나, 기일은 농력(農曆) 9월 15일이다. 타인호아처(淸華處) 티에우티엔부(紹天府) 빈푹현(永福縣) 비엔트엉향(汴上鄕, 현재 타인호아성 빈록현 빈훙사(永雄社) 비엔트엉촌(汴上村)에 속함)에 장사지냈다.
찐 주에서 처음에 찐란을 상재상(上宰相) 연국공(演國公)으로 추봉하였고, 이후 연경공(演慶公)으로 가봉하였다. 까인흥 43년(1782년), 찐섬이 찐란의 묘호를 조조(肇祖), 봉호를 연경왕(演慶王), 시호를 원도(圓道)라 하였다.

## 가족

### 아내
- 부인(夫人) 호앙씨(黃氏) - 경비(敬妃)로 추봉되었고, 시호를 자총(慈聰)이라 하였다.

### 아들
- 복원공(福元公) 찐바(鄭柏) - 본명은 찐비엔찐(鄭圓貞)이고, 처음에 혜군공(惠郡公)에 추봉되었으나 이후 복원공으로 고쳤다.
- 찐러우

## 참고 문헌
- 《역조헌장류지》卷二十一 禮儀誌·宗廟奉祀之禮·王府太廟奉事各位
- 《정씨세가(鄭氏世家)》